# Charge (comptabilité)
Pour les articles homonymes, voir Charge.
En comptabilité, une charge désigne une opération qui a pour conséquence la diminution du patrimoine de l'entreprise.
Toute charge doit être imputée à un exercice comptable. Elle est inscrite dans la partie gauche du compte de résultat. Ce terme est le symétrique de produit. La distribution de dividendes n'est pas considérée comme une charge.

## Enjeux des charges
L'entreprise est souvent traversée par des flux réels (de facteur de production) en contrepartie de flux financiers (comptables, juridiques, ou monétaires). Le terme de charge permet de valoriser la diminution du patrimoine. Elles sont relatives à une période comptable et doivent être distinguées des dépenses qui sont les flux de trésorerie (les décaissements qui ne correspondent pas toujours à cet exercice).
De la comptabilisation des produits se déduit le résultat de l'entreprise. Les produits moins les charges sont égaux au résultat (bénéfice ou perte) trouvé au compte de résultat et au bilan.
Une charge doit aussi être distinguée du terme coût qui est utilisé en comptabilité analytique et qui est un concept plus fonctionnel. Le coût résulte de la confrontation de la rareté des biens et de l'infinité des besoins.
Une charge doit aussi être distinguée du terme immobilisation qui représente un actif durable.

## Comptabilisation des charges

### Caractéristiques communes
Les flux de charges s'enregistrent au débit ou au crédit en fonction de la situation rencontrée dans l'entreprise.
| Flux au débit (emploi) | Flux au crédit (ressource)  |
| ---------------------- | --------------------------- |
| Augmentation de charge | Diminution de charge (rare) |

L'augmentation de charge est généralement un achat, et la diminution de charge peut être causée par un retour de marchandises chez le fournisseur par exemple.

### Spécificité selon le plan comptable français et belge

#### Comptabilisation des charges
En France toutes les charges ont un compte qui commence par 6 (comptes de gestion).

## Les charges dans le système OHADA
Les principales charges dans le SYSCOA sont les comptes de la classe 6.
Les comptes de charges des activités sont entre autres :
- a) Frais de transports sur achats et sur ventes
- b) Primes d’assurances

| Compte | Intitulé               | Débit | Crédit |
| ------ | ---------------------- | ----- | ------ |
| 6..    | Charge                 | ...   |        |
| ..     | Contreparties diverses |       | ...    |

Les charges peuvent relever de trois catégories : les charges d'exploitation (comptes 61 à 65), les charges financières (compte 66 en France, 65 en Belgique) et les charges exceptionnelles (compte 67 en France, 66 en Belgique).

### Comptabilisation des charges à payer
Si une facture devait vous parvenir à la clôture, il faut la comptabiliser et l'extourner au premier jour de l'exercice suivant. La contrepartie de la charge est un compte de tiers (408 en France pour une facture classique, 1688 pour les emprunts, 428 pour les congés payés).

## Spécificité selon les normes internationales
Une charge constitue une diminution d'avantages économiques, intervenue au cours de l'exercice, ayant pour conséquence la diminution des capitaux propres. Les distributions de dividendes ne constituent pas des charges.
L'IAS a interdit l'utilisation du résultat exceptionnel et donc des charges exceptionnelles.